# Supercopa da CAF de 2017
A Supercopa da CAF de 2017 (oficialmente a Supercopa Total CAF 2017 por motivos de patrocínio) foi a 25ª edição organizada pela Confederação Africana de Futebol (CAF), entre os vencedores das temporadas anteriores. as duas competições de clubes da CAF na temporada, a Liga dos Campeões da CAF e a Copa das Confederações da CAF .

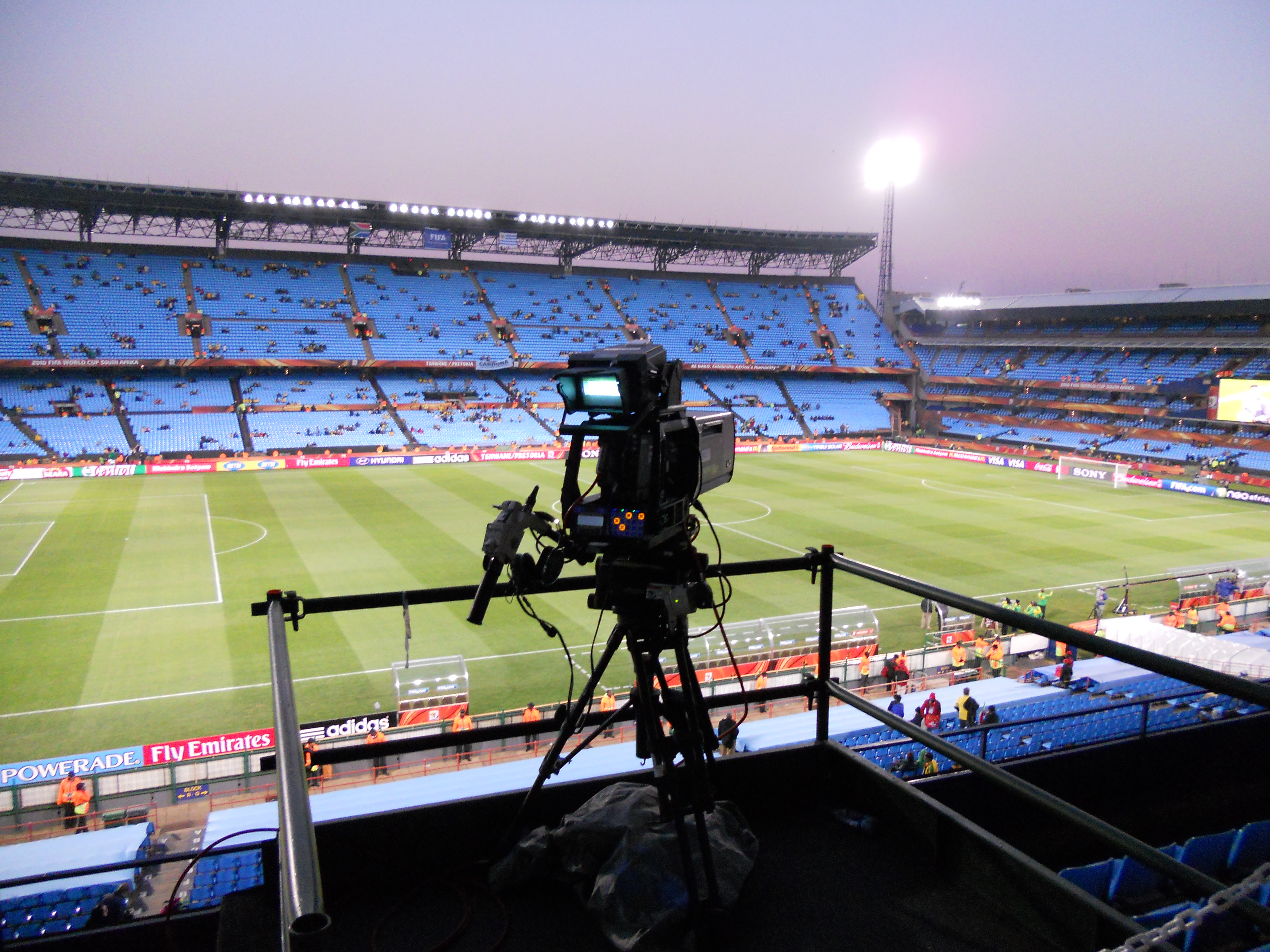
Estádio Loftus Versfeld, palco da decisão.

O gol do título foi marcado pelo zagueiro brasileiro R. Nacimento de pênalti bem cobrado no lado direito do goleiro marfinense Gbohouo  os 83 minutos da etapa final .

## Equipes
Estatísticas
| Equipe            | Qualificação                                     | Participação anterior (negrito indica vencedores) |
| ----------------- | ------------------------------------------------ | ------------------------------------------------- |
| Mamelodi Sundowns | Vencedor - Liga dos Campeões da CAF de 2016      | Nenhuma                                           |
| Mazembe           | Vencedor - Copa das Confederações da CAF de 2016 | 4 ( 2010 , 2011 , 2016 )                          |

## Detalhes da partida
| 18 de fevereiro de 2017 | Mamelodi Sundowns          | 1 – 0 | Mazembe | Estádio Loftus Versfeld, Pretória |
|                         | R.Nascimemto pênalti' (82) |       |         | Árbitro: Gehad Grisha             |

| Mamelodi Sundowns | Mazembe |

Técnicos
- Pitso Mosimane - MSFC
- Thierry Froger - TPM

## Campeão
| Supercopa da CAF de 2017              |
| África do Sul                         |
| ------------------------------------- |
| Mamelodi Sundowns Campeão (1º título) |
| técnico : Pitso Mosimane              |